# واشما فروغ

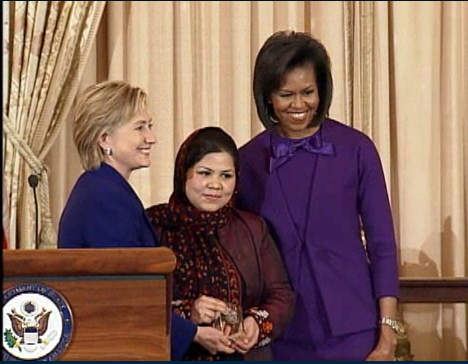
واشما فروغ با
هیلاری کلینتون و میشل اوباما در ۲۰۰۹

واشما فروغً، فعال حقوق بشر اهل افغانستان است.
فروغ از سال ۲۰۱۳ مدیر مؤسسه تحقیقاتی سازمان صلح و امنیت زنان افغان است.
وی همچنین برندهٔ جوایزی همچون جایزه بین‌المللی زنان شجاع شده‌است.

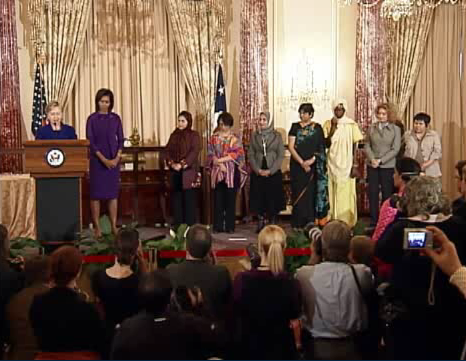
جایزه بین‌المللی زنان شجاع ۲۰۰۹